# Hrebinți, Jovkva
Hrebinți (în ucraineană Гребінці) este un sat în comuna Nadîci din raionul Jovkva, regiunea Liov, Ucraina.

## Demografie
Componența lingvistică a localității Hrebinți
     Ucraineană (99,76%)
     Alte limbi (0,24%)
Conform recensământului din 2001, majoritatea populației localității Hrebinți era vorbitoare de ucraineană (99,76%), existând în minoritate și vorbitori de alte limbi.